# Зузана Штефечекова
Зузана Штефечекова  (словац. Zuzana Štefečeková, 15 січня 1984) —  словацький стрілець, олімпійська медалістка.

## Виступи на Олімпіадах
| Олімпіада   | Дисципліна | Місце |
| ----------- | ---------- | ----- |
| Пекін 2008  | трап       | 2     |
| Лондон 2012 | трап       | 2     |
| Токіо 2020  | трап       | 1     |
| Париж 2024  | трап       | 12    |